# Bagueixe
Bagueixe era una freguesia portuguesa del municipio de Macedo de Cavaleiros, distrito de Braganza.

## Historia
Antiguamente formaba parte del municipio de Nossa Senhora da Assunção de Izeda (1833-1855)  pasando en 1855 a formar parte del municipio de Macedo de Cavaleiros.
Fue suprimida el 28 de enero de 2013, en aplicación de una resolución de la Asamblea de la República portuguesa promulgada el 16 de enero de 2013 al unirse con la freguesia de Talhinhas, formando la nueva freguesia de Talhinhas e Bagueixe.